# Провулок Бориса Айзенберга
Провулок Бориса Айзенберга — вулиця в Одесі, в історичній частині міста, від Пироговської до Семінарської вулиці.

## Історія
Перша назва провулка — 1-й Куликовський, як і довколишніх 2-го Куликівського провулка і площі Куликове поле, пов'язане з прізвищем місцевих землевласників — поміщиків Куликовських.
Одна із останніх назв пов'язана із ім'ям радянського письменника Валентина Катаєва (1897—1986), який в дитинстві жив неподалік.
26 липня 2024 року розпорядженням очільника Одеської ОВА провулок Катаєва перейменовано на провулок Бориса Айзенберга, в честь героя українсько-російської війни, Бориса Айзенберга.